# Liste iranischer Medien

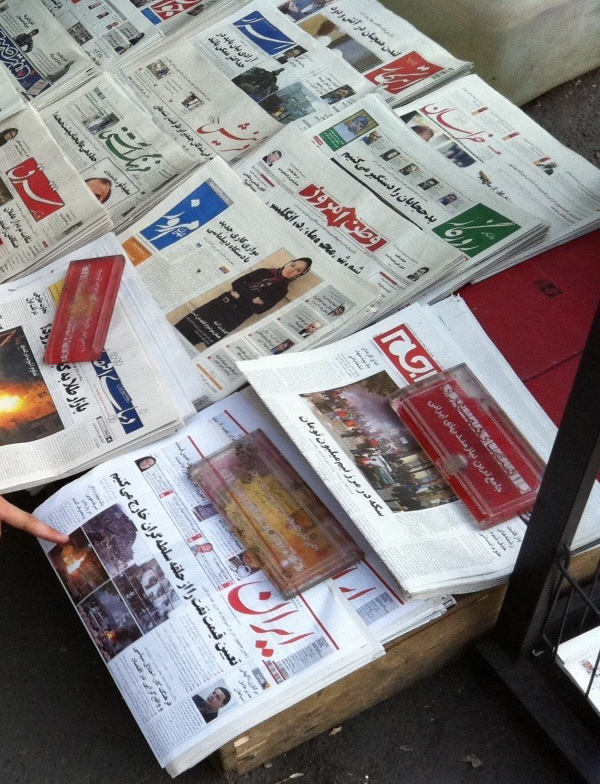
Iranische Zeitungen in Teheran (2011)

Dies ist eine Liste iranischer Medien. Sie ist unterteilt nach Nachrichtenagenturen, persisch- und englischsprachigen Tageszeitungen, Wirtschaftszeitungen und Rundfunkanstalten.

## Übersicht

### Nachrichtenagenturen
- ANA (Azad News Agency)
- FARS
- ILNA (Iranian Labour News Agency)
- Islamic Republic News Agency (IRNA)
- Iranian Students News Agency (ISNA)
- Mehr News
- Tasnim News Agency
- Cultural Heritage News
- IWNA (Iranian Women News Agency)
- IANA (Iranian Agriculture News Agency)
- IQNA (Iranian Quran News Agency)
- PANA (Pupils Association News Agency)
- Iscanews (Iran Student Correspondents Association)
- Young Journalist Club (YJC)
- Moj News (MOJ)
- Shabestan
- SHANA (The Petroenergy Information Network)
- Student News Network (SNN)

### Tageszeitungen

#### Persischsprachige Zeitungen
- Aftab-e Yazd
- Arman
- Bahar
- Iran
- Ebtekar
- Etemaad
- Ettelaat
- Tehran-e Emrooz
- Farhang Ashti
- Hambastegi
- Hamshahri
- Jam-e Jam (persisch جام جم Dschām-e Dscham)
- Javan
- Jomhuri-e Eslami
- Keyhan
- Khorasan
- Mardomsalari
- Resalat
- Shargh (Schargh) bzw. Shargh Daily (persisch شرق امروز)[1]

#### Englischsprachige Zeitungen
- Iran News
- Iran Daily
- Kayhan International
- Tehran Times
- Jahane Sanat
- Tejarat Farda

### Wirtschaftszeitungen
- Donya-e Eqtesad
- Eghtesad Pooya
- Pool Daily

### Rundfunkanstalten
- IRIB